# Jim Irsay
James Irsay (né le 13 juin 1959 à Lincolnwood (Illinois) et mort le 21 mai 2025 à Carmel (Indiana)) est un homme d'affaires américain et le principal propriétaire, président et PDG des Colts d'Indianapolis de la National Football League (NFL) de 1997 jusqu'à sa mort en 2025.
Fils de l'homme d'affaires Robert Irsay (1923-1997), qui acquis la franchise de Baltimore en 1972 pour 12 millions de dollars et l'a transférée à Indianapolis en 1984, Jim Irsay est directeur général des Colts de 1984 à 1996.

## Biographie

### Jeunesse et éducation
Jim Irsay nait à Lincolnwood, fils de Harriet (née Pogorzelski) et de l'homme d'affaires Robert Irsay. Son père est d'origne juive hongroise et sa mère est la fille d'immigrants catholiques polonais. Irsay est élevé catholique et n'a eu connaissance de l'héritage juif de son père qu'à l'âge de quatorze ans,. Le frère de Jim, Thomas Irsay, nait avec un handicap mental et décède en 1999. Sa sœur, Roberta, décède dans un accident de voiture en 1971.
Le père d'Irsay bâti une fortune estimée à plus de 150 millions de dollars en tant qu'entrepreneur dans le domaine du chauffage et de la climatisation.
Irsay fréquente Loyola Academy à Wilmette, une banlieue juste au nord de Chicago, et à Mercersburg Academy. Après le lycée, il fréquente et obtient son diplôme de l'université méthodiste du Sud en 1982 avec un baccalauréat ès arts en journalisme audiovisuel. Irsay joue comme linebacker pour les Mustangs de SMU en tant que walk-on, mais une blessure à la cheville met fin à sa carrière de joueur.

### Carrière
Jim Irsay a 12 ans lorsque son père acquiert les Colts de Baltimore. Il avait initialement acheté les Los Angeles Rams pour 12 millions de dollars avant d'échanger la franchise contre les Colts, alors détenus par Carroll Rosenbloom. Il passe du temps avec l'équipe lorsqu'il est jeune, notamment en tant que ramasseur de balles sur le terrain et en travaillant à la billetterie.
Après avoir obtenu son diplôme de la SMU en 1982, il rejoint le personnel professionnel des Colts. Irsay reçoit d'abord une orientation dans toutes les facettes des opérations administratives et footballistiques des Colts avant d’intégrer le département du personnel avant la saison 1983. Ses premières tâches comprennent la recherche de recrues universitaires et l'analyse des matchs, en plus des tâches administratives.
Il est nommé vice-président et directeur général au début de 1984, immédiatement après le déménagement des Colts à Indianapolis. À 24 ans, il est la personne la plus jeune à détenir le titre de directeur général dans la NFL.
Après l’accident vasculaire cérébral de son père en 1995, Jim assume la gestion quotidienne du club. À la mort de son père en 1997, Jim s'engage dans une bataille juridique avec sa belle-mère au sujet de la propriété de l'équipe et devient plus tard le plus jeune propriétaire d'équipe de la NFL à l’âge 37 ans.
Comme propriétaire, l'équipe accumule 258 victoires, ce qui représente le quatrième plus grand nombre de victoires pour un propriétaire dans l'histoire de la NFL au cours de cette période. L'équipe remporte 10 titres de division, participe aux séries éliminatoires 18 fois, participe à deux Super Bowls et remporte le Super Bowl XLI,. Indianapolis remporte 115 matchs de saison régulière de 2000 à 2009, ce qui représente le deuxième plus grand nombre en une décennie par une équipe de la NFL,.
En 2009, Irsay s'exprime ouvertement pour empêcher un groupe comprenant l'animateur de talk-show Rush Limbaugh d'acheter les Rams de St. Louis . « Personnellement, je ne pouvais même pas envisager de voter pour lui », déclare Irsay lors d'une réunion des propriétaires de la NFL. « Quand des commentaires inappropriés, incendiaires et insensibles sont faits... nos mots font du mal, et c'est quelque chose dont nous n'avons pas besoin », en référence aux commentaires de Limbaugh sur Donovan McNabb en 2003, condamnés comme racistes, alors qu'il était commentateur de la NFL pour ESPN.
En octobre 2022, lors d'une réunion des propriétaires de la National Football League, Irsay déclare qu'il pense « qu'il y avait du mérite à révoquer Daniel Snyder en tant que propriétaire des Washington Commanders ».

### Mort
Jim Irsay meurt le 21 mai 2025, dans son sommeil, à l'âge de 65 ans.

### Vie privée
Jim Irsay épouse Meg Coyle en 1980 et le couple a trois filles, Carlie Irsay-Gordon (née vers 1981), Casey Foyt (née en 1983) et Kalen Jackson, ainsi que 10 petits-enfants. Le couple se sépare en 2003, Meg demande le divorce le 21 novembre 2013.

### Abus de substances
Le 16 mars 2014, Jim Irsay est arrêté, soupçonné de conduite sous l'influence de l'alcool et de possession de drogue à Carmel dans l'Indiana,. Il avait plusieurs bouteilles de médicaments sur ordonnance et plus de 29 000 $ en espèces dans sa voiture au moment de son arrestation, les procureurs affirmant que Jim Irsay a été testé positif à l'oxycodone et à l'hydrocodone. Plusieurs chefs d'accusation sont ensuite réduits à deux délits.
La fille de Jim Irsay, Carlie, a repris les opérations quotidiennes des Colts pendant qu'il est en cure de désintoxication. Le 2 septembre 2014, peu de temps après avoir plaidé coupable pour conduite en état d'ivresse et avoir été condamné à un an de probation, Jim Irsay est suspendu par la NFL pour six matchs et condamné à une amende de 500 000 $. Dans un entretien accordée en 2023 à Real Sports, Jim Irsay affirme qu'il avait été arrêté parce que « je suis victime de préjugés parce que je suis un milliardaire riche et blanc ».
Dans un rapport publié par TMZ en janvier 2024, repris et partiellement vérifié par d'autres médias, Jim Irsay est retrouvé inconscient et en arrêt respiratoire à son domicile le 8 décembre 2023, et est emmené à l'hôpital où il reçoit une dose de Narcan, un médicament qui inverse une surdose d'opioïdes,,.